# Obie Trice
Obie Trice III conosciuto semplicemente come Obie Trice (Detroit, 14 novembre 1977) è un rapper statunitense.

## Biografia
Inizia ad appassionarsi al rap già a 11 anni, pubblicando negli anni seguenti diverse hip underground come "Respect", "My Club", "Dope Jobs Homeless" e "The Well Known Asshole" prima di entrare nella Shady Records nel 2000.
Come conoscenza di Bizarre dei Dirty Dozen, Obie viene introdotto alla Shady direttamente da Eminem, rimastone impressionato. Il debutto per il grande pubblico di Obie avviene nell'album dei D12 Devil's Night in uno skit. La sua apertura di una linea sul fortunato singolo di Eminem Without Me da The Eminem Show incrementa l'interesse del pubblico per Obie che appare anche nel video del brano e nella serie di mixtape Invasion di DJ Green Lantern per la Shady Records.
Nel 2002, Trice appare nel film 8 Mile come uno dei rapper nelle scene del parcheggio Chin Tiki. Trice partecipa interpretando Big Pimpin' nel film indipendente Life Goes On.
Poco prima della pubblicazione del primo mixtape Invasion Obie rimane coinvolto nella disputa (beef) tra Eminem e Benzino, chiamato in causa da quest'ultimo sulla linea "Obie Trice/You's a buster" nella traccia "diss" diretta a Eminem ed alla Shady Records. In risposta, Obie pubblica la traccia Welcome to Detroit City (traccia sulla base del brano di Cam'ron Welcome to New York City) che finisce dentro il primo Invasion. Obie è anche entrato nella disputa tra Ja Rule e 50 Cent, apparendo sul brano di DMX Go to Sleep assieme ad Eminem, ma non hanno ricevuto risposta da Ja Rule.
Il suo album di debutto Cheers viene pubblicato il 23 settembre 2003 con il singolo Got Some Teeth con ottimo successo nelle radio di diverse nazioni, diventando infine disco di platino. Dal lavoro di debutto vengono estratti anche i singoli Don't Come Down e The Set Up. L'album è formato da 17 tracce con produzioni affidate a Eminem, Dr. Dre, Timbaland, Mike Elizondo, Emile, Fredwreck e Denaun Porter. Le collaborazioni nel disco sono con Busta Rhymes, Eminem, Dr. Dre, Nate Dogg e D12 tra gli altri.
Nel 2005 inizia a lavorare al suo secondo album intitolato Second Round's on Me, che ci si aspetta pubblicato a fine anni. Non trovando un posto adatto nel calendario 2005, Obie decide la pubblicazione il 15 agosto 2006 preferendo le collaborazioni di artisti di Detroit decrementando la presenza di rapper della Shady/Aftermath.
Il 31 dicembre 2005, Obie Trice viene raggiunto da due colpi di arma da fuoco a Detroit, uno dei colpi penetra nella testa. Al momento, il proiettile è ancora conficcato nel cranio, dato che i medici considerano rischioso rimuoverlo.
Obie ed Akon recentemente hanno partecipato al telefilm CSI, in una scena in cui eseguono il loro brano "Snitch". Un altro singolo di Trice, "Wanna Know" è stato utilizzato dalla EA Sports nel videogame Fight Night Round 3 e dalla serie TV Entourage.
Poco dopo l'omicidio dell'amico e compagno di etichetta Proof, viene pubblicato un brano nel circuito dei mixtape intitolato "Ride Wit Me" e dedicato a Proof. Trice, anch'esso colpito da medesime circostanze ma fortunatamente ancora vivo, al funerale dell'amico si è così espresso riguardo alla violenza all'interno della comunità afroamericana:
Obie infine pubblica un mixtape intitolato "Bar Shots" con il DJ della G-Unit Whoo Kid.
Nel giugno 2008, Obie lascia la Shady Records, causa disaccordi con l'Universal.
Il 15 dicembre 2009 esce una raccolta di brani composti tra il 1997 e il 2000 insieme al produttore MoSS, chiamata Special Reserve e distribuita dall'etichetta discografica del produttore stesso, la MoSS Appeal Music.

## Discografia

### Album
- 2003 – Cheers
- 2006 – Second Round's on Me
- 2012 – Bottoms Up
- 2015 - The Hangover
- 2019 - The Fifth

### Raccolte
- 2009 – Special Reserve